# Thaíssa Presti
Thaíssa Barbosa Presti, född 7 november 1985 i São Paulo, är en friidrottare från Brasilien som tävlar i kortdistanslöpning.
Presti vann vid brasilianska mästerskapen flera guldmedaljer över olika distanser. Från Sydamerikanska mästerskapen 2007 respektive 2009 har hon en silvermedalj samt tre bronsmedaljer. Presti ingick i stafettlaget som vid olympiska sommarspelen 2008 van en bronsmedalj över 4x100 meter.

## Personliga rekord
Worldathletics listar följande rekord.
| Gren           | Resultat | Datum            | Plats               | Kommentar |
| -------------- | -------- | ---------------- | ------------------- | --------- |
| 100 meter      | 11,46    | 9 oktober 2014   | São Paulo           |           |
| 200 meter      | 23,13    | 31 maj 2008      | Cochabamba, Bolivia |           |
| 400 meter      | 54,22    | 30 juli 2010     | São Paulo           |           |
| 60 m (inomhus) | 7,60     | 26 februari 2016 | São Paulo           |           |